# 古道 (书)
《古道》（英語：The Old Ways: A Journey On Foot）是英国作家罗伯特·麦克法兰（Robert Macfarlane）于2012年出版的一本书。本书写于《念念远山》和《荒野之境》之后，共同属于“行走文学三部曲”。书中描述了麦克法兰在多年间沿着“古道”行走的经历，他的旅程覆盖了英格兰东南部、苏格兰西北部、西班牙、四川和巴勒斯坦。作者在书中探讨了人类与自然环境相互塑造的核心主题。

## 评价
《古道》在畅销书排行榜上停留了六个月，并被《观察家报》的威廉·达尔林普尔（William Dalrymple）称为一部“杰作”（tour de force）。 该书被约翰·班维尔、菲利普·普尔曼、简·莫里斯、约翰·格雷、安东尼·毕沃尔和丹·史蒂文斯等人评选为2012年度好书（Book of the Year）。